# Pieter van Coninxloo

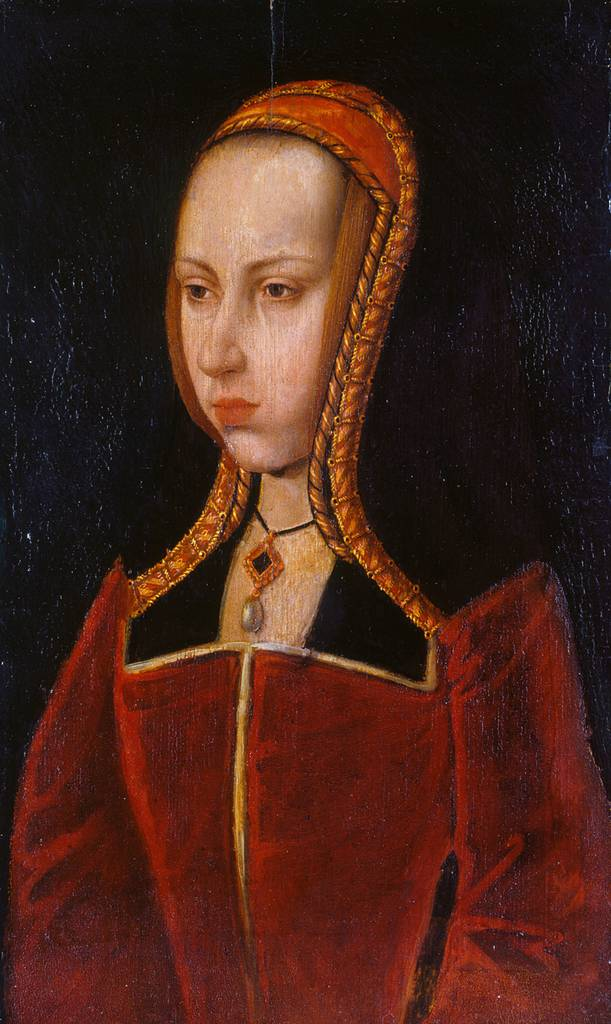
Portret van Margaretha van Oostenrijk, ca. 1505, Windsor Castle, Berkshire.

Pieter van Coninxloo (ca. 1460–1513) was een Zuid-Nederlands kunstschilder en wordt gerekend tot de  Vlaamse Primitieven. Hij was werkzaam in Brussel vanaf 1479. Tussen 1481 en 1513 werkte hij af en toe voor het Bourgondisch-Habsburgse hof. Hij maakte deel uit van een familie van schilders die gedurende zes generaties van de late 15e tot de 17e eeuw actief waren.
Max Jakob Friedländer heeft Pieter van Coninxloo geassocieerd met de Meester van de Magdalenalegende maar deze toeschrijving is zeker niet algemeen aanvaard.

## Werken
In oktober 1505 kocht Filips de Schone bij Pieter van Coninxloo een portret van zijn zus Margaretha van Oostenrijk om dat naar Hendrik VII van Engeland te sturen in het kader van de huwelijksonderhandelingen voor een eventuele verbintenis tussen Karel VII en Margaretha. Het schilderij maakt nu deel uit van de Windsor, Royal Collection.  Een tweede opdracht die gedocumenteerd is gaat over het schilderen van de portretten van de kinderen van Filips de Schone die hij in 1513 krijgt van Margaretha de landvoogdes.
Ook het diptiek met Filips de Schone en Margareta van Oostenrijk, nu in de National Gallery in Londen, werd waarschijnlijk besteld door Maximiliaan van Oostenrijk ter gelegenheid van het dubbel huwelijk van zijn kinderen met Johanna van Castilië en Johan van Aragón in 1497. 
Naast de hierboven beschreven werken is er weinig met zekerheid toe te schrijven aan deze schilder. Er zijn wel een ganse reeks werken uit het oeuvre van de Meester van de Magdalenalegende die alternatief aan hem worden voorgeschreven. 

## Weblinks
(nl)  Biografische gegevens op RKD-Nederlands Instituut voor Kunstgeschiedenis.